# 侯瑱
侯瑱（510年—561年4月9日），字伯玉，巴西郡充国县（今四川南部县西北，郡治今四川阆中）人，南朝大臣，梁元帝时侍中，陈文帝时太尉。

## 生平
父亲侯弘远，世为西蜀酋豪，被张文萼所杀。侯瑱为父报仇，从战张文萼，每战必为先锋，斩杀张文萼，由是知名。
侯景之乱，随雍州刺史鄱阳王萧范入援建康。以战功授轻车府中兵参军、晋康郡太守。萧范为雍州刺史，侯瑱除超武将军、冯翊郡太守。萧范卒，侯瑱领其众依附豫章郡太守庄铁，庄铁怀疑他，侯瑱杀庄铁，据有豫章。侯景军南下至豫章，侯瑱降侯景。侯景败于巴陵（今湖南岳阳），侯瑱诛杀侯景党羽，以应梁元帝，侯景也杀他的弟弟和妻子。梁元帝任命他为武臣将军、南兖州刺史、郫县侯，随王僧辩征讨侯景，建康被收复后，又奉命追击，大破侯景残余势力。以功担任南豫州刺史，镇守姑孰（今安徽当涂）。
承圣二年（553年），北齐来犯，他率精兵三千大破郭元建率领的齐兵，歼敌万余人。西魏攻江陵（今湖北省荆州市）。侯瑱到九江，保卫晋安王蕭方智回到建康。蕭方智承制任命侯瑱侍中、使持节、都督江晋吴齐四州诸军事、江州刺史，改封康乐县公，进号车骑将军。绍泰二年（556年），梁敬帝蕭方智加开府仪同三司。陈霸先杀王僧辩，侯瑱归附陈霸先。
陈朝建立，授侍中、车骑将军，永定二年（558年）正月，进位司空。王琳拥立萧庄，周文育、侯安都失败。侯瑱为都督西讨诸军事。次年，陈文帝即位，官至太尉。天嘉元年（560年），都督诸军平定王琳，击溃北齐援琳军于博望山。为都督湘、巴、郢、江、吴五州诸军事，镇守湓城。破北周贺若敦，官至都督湘、植、郢、巴、武、沅六州诸军事、湘州刺史，改封零陵郡公。天嘉二年（561年），因病请求辞官回朝，在路上病卒，年五十二岁，谥壮肃。

## 子
侯淨藏，娶陈文帝第二女富阳公主，以公主除员外散骑侍郎。太建三年（571年）卒，赠司徒主簿。侯淨藏无子，弟弟侯就袭封。

## 延伸阅读
[在维基数据编辑]
 《陳書·卷9》，出自姚思廉《陳書》
 《南史/卷66》，出自李延壽《南史》